# Викинги (сезон 5)
Пятый сезон исторического драматического телесериала «Викинги», премьера которого состоялась 29 ноября 2017 года на канале History в Канаде. Сериал следует за подвигами легендарного вождя викингов Рагнара Лодброка и его командой, а позже за его сыновьями. Первый сезон сериала начинается в начале эпохи викингов, отмеченной налётом на Линдисфарн в 793 году.
Пятый сезон состоит из 20 эпизодов и разделён на 2 части, в каждой из которых по 10 эпизодов; премьера второй половины состоялась 28 ноября 2018 года. Пятый сезон отличается от предыдущих четырёх сезонов после ухода Трэвиса Фиммела, игравшего Рагнара, и теперь следует за его сыновьями. Епископ Хемунд (которого играет Джонатан Рис-Майерс) представлен в качестве главного персонажа, после своего первого появления в финале четвёртого сезона.

## В ролях

### Основной состав
- Кэтрин Винник — королева Лагерта, воительница и бывшая жена Рагнара; королева Каттегата.
- Густаф Скарсгард — Флоки, одарённый судостроитель
- Александр Людвиг — Бьёрн Железнобокий, сын Рагнара и Лагерты и муж Торви
- Джон Кавана — Провидец, сейд Каттегата / папа Лев IV
- Петер Францен — конунг Харальд Прекрасноволосый, викинг, стремящийся стать первым конунгом Норвегии
- Яспер Пяаккёнен — Хальвдан Чёрный,  младший брат Харальда
- Мо Данфорд — король Уэссекса Этельвульф
- Алекс Хёг — Ивар Бескостный, четвёртый сын Рагнара и Аслауг
- Марко Ильсё — Хвитсерк, второй сын Рагнара и Аслауг
- Джордан Патрик Смит — Убба, старший сын Рагнара и Аслауг
- Джонатан Рис-Майерс — епископ Хемунд, епископ-воитель[5]

Основные персонажи Сигурд, король Эгберт и Этельстан, которые все умерли в предыдущих сезонах, были кратко показаны в «Ушедших» в исполнении дублёров. Кроме того, в эпизоде «Полная луна» слышен голос Джорджа Благдена, ранее игравшего Этельстана, хотя актёр в титрах не указан. Также, в эпизоде «Бальдр», можно увидеть Рагнара Лотброка в воспоминаниях и видениях Лагерты — флэшбеки из первого сезона, и момент гибели Рагнара в Англии.

### Второстепенный состав
- Юсефин Асплунд — Астрид, любовница Лагерты и, позже, жена конунга Харальда
- Ида Мари Нильсен — Маргрет, жена Уббы
- Фердия Уолш-Пило — принц/король Альфред, сын королевы Джудит и Этельстана
- Джорджия Хёрст — Торви, жена Бьёрна и советница Лагерты
- Алисия Агнесон — Фрейдис, бывшая рабыня и жена Ивара
- Дженни Жак — королева Джудит, дочь короля Эллы, жена Этельвульфа
- Джонатан Делейни Тайнен — лорд Катред, дворянин на службе у короля Этельвульфа и епископа Хемунда
- Кит Макэрлин[англ.] — лорд Деневульф, дворянин на службе у епископа Хемунда
- Даррен Кэхилл — принц Этельред, сын королевы Джудит и короля Этельвульфа
- Бен Роу — Гутрум, сын ярла Борга и Торви
- Киран О'Райли[англ.] — «Беловолосый», телохранитель Ивара
- Фрэнки Маккафферти — Синдрик, бродяга-полиглот
- Албану Жерониму — Ефимий, византийский командир
- Карима Макадамс — Кассия, византийская настоятельница
- Пол Рид — Маннел, кузен королевы Джудит
- Халид Абол Нага[англ.] — эмир Зиядет-Аллах, арабский правитель
- Рагга Рагнарс — Гуннхильда, «дева щита»
- Адам Коупленд — Кетиль Плосконосый, жестокий и смелый воин, который присоединяется к экспедиции Флоки, чтобы создать колонию
- Крис Холден-Рид — Эйвинд, викинг Каттегата, который также присоединяется к экспедиции Флоки
- Леа Макнамара — Ауд Мудрая, дочь Кетиля Плосконосого и Ингвильд
- Джек Макэвой — Хельги Худой, сын Эйвинда и Рафарты, который также присоединяется к экспедиции Флоки
- Мей Бигналл — Торунн, дочь Кетиля Плосконосого и Ингвильд и жена Хельги, которая также присоединяется к экспедиции Флоки
- Келли Кэмпбелл — Ингвильд, жена Кетиля Плосконосого, которая также присоединяется к экспедиции Флоки
- Джеймс Крейз — Бул, сын Эйвинда и Рафарты, который также присоединяется к экспедиции Флоки
- Элайджа Роуэн — Асбьёрн, который также присоединяется к экспедиции Флоки
- Донна Дент — Рафарта, жена Эйвинда, которая также присоединяется к экспедиции Флоки
- Роб Мэлоун — Торгрим, сын Кетиля Плосконосого и Ингвильд, который также присоединяется к экспедиции Флоки
- Скотт Грэм — Фроди, который также присоединяется к экспедиции Флоки
- Таллула Бель Эрли — Йорунн, дочь Кетиля Плосконосого и Ингвильд, которая также присоединяется к экспедиции Флоки
- Райан Хенсон — Хали, который также присоединяется к экспедиции Флоки
- Свеа Киллоран — Аса, которая также присоединяется к экспедиции Флоки
- Энтони Брофи — Свасе, саамский вождь и союзник Лагерты
- Дагни Бэкер Джонсен — принцесса Снефрид, дочь Свасе
- Клайв Стэнден — Ролло, воин и брат Рагнара; ему был дарован титул герцога Нормандского императором Карлом

### Приглашённые актёры
- Индия Маллен — Этегит, дворянка из Уэссекса
- Фрэнк Прендергаст — епископ Йоркский Синеберт
- Лоуренс О'Фуарейн — Хакон, охотник на китов из Вестфолла
- Боско Хоган[англ.] — лорд аббат линдисфарнский
- Мейбл Хёрли — молодая Лагерта, появляющаяся во флэшбеке
- Росс Мэттью Андерсон — отец Лагерты, появляющийся во флэшбеке

## Эпизоды
| Часть 1 |    |                                                     |                  |             |                 |      |
| 5051 | 12 | «Ушедшие» «The Departed»                            | Дэвид Уэллингтон | Майкл Хёрст | 29 ноября 2017  | 2,17 |
| После похорон Сигурда силы викингов разделяются. Бьёрн с Хальвданом отправляются в Средиземное море, Харальд — в Каттегат, где попадает в плен к Лагерте, а Ивар с братьями захватывают Йорк, чтобы основать базу для дальнейших завоеваний. Безутешный вдовец Флоки строит малый драккар и, невзирая на уговоры сыновей Рагнара, отдаёт себя на милость Богов, течения и ветра. Укрывшийся в провинции король Этельвульф собирает новое войско, пока Джудит выхаживает заболевшего Альфреда. Силы саксов объединяются в лагере лорда-епископа Хемунда. На совете он обращает внимание Этельвульфа на слабый участок стен Йорка. Харальд предлагает Лагерте скреплённый браком военный союз против сыновей Аслауг. Будучи унижен разгневанной королевой и получив решительный отказ, он с помощью своих воинов сбегает из Каттегата, похитив её наперсницу Астрид, предложив последней стать королевой объединённой им Норвегии. Шторм выбрасывает корабль Флоки к неведомым берегам, в которых он признаёт Асгард. |    |                                                     |                  |             |                 |      |
| 52 | 3  | «Родина» «Homeland»                                 | Стив Сент Леджер | Майкл Хёрст | 6 декабря 2017  | 2,29 |
| Харальд с войском возвращается домой, где Астрид, осыпанная дорогими украшениями и нарядами, нехотя соглашается сесть с ним рядом на троне. Саксы тайком проникают в Йорк, но попадают в засаду в лабиринте стен и ловушек. Несмотря на убедительную победу, Убба и Хвитсерк идут в стан противника с предложением мира, но, к торжеству злорадного Ивара, с позором изгоняются непримиримым епископом Хемундом. В лагере норманнов вновь происходит раскол: Убба, не желая подчиняться унизившему его младшему брату-калеке, отплывает в Каттегат, но Хвитсерк и многие воины предпочитают остаться с Иваром. |    |                                                     |                  |             |                 |      |
| 53 | 4  | «План» «The Plan»                                   | Стив Сент Леджер | Майкл Хёрст | 13 декабря 2017 | 2,02 |
| Бьёрн с Хальвданом и их переводчик Синрик под видом торговцев подходят к Сицилии. Правящий здесь византийский полководец Евфимий оценивает их боевую выучку и нанимает к себе в охрану, но норманны, узнав, что он лишь данник мусульманской Ифрикии, желают встретиться с её эмиром. Убба объединяется с Лагертой против младших братьев, но Маргрет подговаривает мужа свергнуть «потерявшую авторитет» королеву и править самостоятельно. Объединенное войско Уэссекса и Нортумбрии плотно осаждает Йорк с целью вызвать голод в лагере викингов. Флоки принимает решение привести в «Землю Богов» людей, дабы основать здесь «чистый верой» город. Харальд сочетается браком с Астрид. |    |                                                     |                  |             |                 |      |
| 54 | 5  | «Узник» «The Prisoner»                              | Киаран Доннелли  | Майкл Хёрст | 20 декабря 2017 | 2,10 |
| Этельвульф с союзниками входят в опустевший Йорк, но лишь осторожный Хемунд обращает внимание на обилие в городе крыс, которым место в подземельях. Внезапно на ликующих саксов нападают укрывавшиеся там викинги, в бою епископ попадает в плен. Этельвульф отступает, а Ивар с Хвитсерком, оставив в городе гарнизон и взяв с собой пленника, отправляются домой, пока их соперники не захватили власть в Каттегате. Зиядет-Аллах с почётом принимает гостей, но, задумав полностью подчинить себе Сицилию, убивает Евфимия, а затем, прислушавшись к совету понравившейся ему Кассии, приказывает казнить и норманнов. Вопреки строжайшему запрету Лагерты, вернувшийся в Каттегат Флоки собирает вокруг себя всех согласных плыть с ним в «землю обетованную». |    |                                                     |                  |             |                 |      |
| 55 | 6  | «Послание» «The Message»                            | Киаран Доннелли  | Майкл Хёрст | 27 декабря 2017 | 1,74 |
| Бьёрн, Хальвдан и Синрик, воспользовавшись суматохой из-за налетевшего на лагерь самума, дают отпор людям Зиядет-Аллаха и, бежав на захваченных верблюдах к своим кораблям, спешно уходят домой. Ивар с Хвитсерком прибывают в Вестфольд заключить с Харальдом договор о совместном нападении на Каттегат, после долгих раздумий епископ Хемунд принимает предложение Ивара примкнуть к его воинам. Лагерта, не желая держать в неволе своих людей, разрешает им уйти с Флоки. Увидев бесплодие «Земли Богов», поселенцы ропщут, но Флоки призывает их следовать за ним дальше вглубь острова. Астрид через капитана китобоев тайно отправляет в Каттегат сообщение о готовящемся нападении, вынужденно заплатив команде золотом и натурой. Лагерта ставит Уббу во главе войска и грозит строптивой Маргрет повторным обращением в рабство, если та продолжит настраивать людей против неё. Альфред отправляется в паломничество в Линдисфарн. |    |                                                     |                  |             |                 |      |
| 56 | 7  | «Полная луна» «Full Moon»                           | Джефф Вулноу     | Майкл Хёрст | 3 января 2018   | 2,03 |
| Вернувшийся Бьёрн замечает среди союзников Лагерты саамов и просит у их вождя Свасе его дочь Снефрид в жёны. Торви не против, при условии, что он не оставит своих детей. Обещанная Флоки земля оказалась не похожа на «край молока и мёда» и лишь немногие увидели «милость Богов» в гейзерах. Флоки предлагает построить на новом месте свой, лучший мир — без конунгов и с более справедливыми законами. За игрой в хнефатафл Хемунд с Иваром спорят о вере, а радостный Харальд сообщает им о беременности Астрид. Защитники Каттегата обсуждают тактику обороны, но Маргрет предлагает Уббе воздержаться от участия в битве и после гибели Лагерты и Бьёрна занять трон по праву старшинства. Альфред беседует с аббатом Линдисфарна об Этельстане и советует вести службы не на латыни, а на понятном мирянам английском языке. |    |                                                     |                  |             |                 |      |
| 57 | 8  | «Шутка» «The Joke»                                  | Джефф Вулноу     | Майкл Хёрст | 10 января 2018  | 2,15 |
| Противоборствующие войска приходят к месту битвы. Поначалу было вожди договариваются о мирном решении конфликта, но Ивар в гневе вновь провоцирует ссору — теперь война неизбежна. Харальд делит силы: Хвитсерк послан обойти соперника лесом, где попадает в засаду саамов, а Ивар и Астрид отправляются на защиту флота. Этим пользуются защитники Каттегата: дождавшись, когда враг увязнет в бою с Бьёрном, Лагерта наносит удар с тыла. Харальд даёт сигнал Ивару вернуться, но не получает помощи и его разбитое войско отступает. В жестокой сече раненый в спину Хемунд в бессознательном состоянии попадает в плен. Среди исландских колонистов начинаются разногласия: что важнее — возвести храм Тору, как желает Флоки, или прислушаться к Эйвинду и позаботиться о самих себе, построив дома. Возвратившийся Альфред делится с матерью идеей строить свои корабли, но сомневается, что Этельвульф поддержит его. |    |                                                     |                  |             |                 |      |
| 58 | 9  | «Простая история» «A Simple Story»                  | Дэниел Гроу      | Майкл Хёрст | 17 января 2018  | 2,15 |
| По зову Хвитсерка, в обмен на обещание сохранить Бьёрну жизнь, Ролло присылает в Вестфольд на подмогу войско франков. Поскольку самого герцога среди них нет, попытка Бьёрна отговорить дядю от участия в междоусобице проваливается. Войско же Каттегата получает в свои ряды лишь спасенного Лагертой епископа Хемунда, который, выздоравливая после ранения, становится неравнодушным к королеве-язычнице. Маргрет настраивает оставленных с нею детей Торви против матери, убеждая их в её смерти. Король Уэссекса Этельвульф скоропостижно умирает, и при содействии Джудит витенагемот, в обход Этельреда, избирает новым королём Альфреда. Мечты Флоки о «чистом граде» рушатся: недовольный Эйвинд сеет раздор среди поселенцев, и после очередной ссоры в поселении сгорает едва построенный храм Тора и проливается кровь. |    |                                                     |                  |             |                 |      |
| 59 | 10 | «Моменты видения» «Moments of Vision»               | Дэниел Гроу      | Майкл Хёрст | 24 января 2018  | 2,25 |
| Войска вновь сходятся на поле боя. В новой битве гибнет много славных воинов: Харальд убивает своего брата Хальвдана, Хвитсерк на глазах у Торви зарубает её сына Гутрума, в лесной чаще гибнут вождь саамов Свасе и его дочь, а беременная Астрид бросается на меч Лагерты. Исход битвы решает внезапно брошенная в атаку Иваром пехота франков. Разгромленное войско Лагерты и Бьёрна отступает в Каттегат, где его лидеры собираются бежать на кораблях. Маргрет подумывает об убийстве детей Бьёрна, дабы расчистить Уббе дорогу к власти. Не желая, чтобы в Земле Богов укоренилась кровная месть, Флоки предлагает Эйвинду самому стать Законотворцем, и после очередной смерти назначает себя в искупительную жертву Богам. Тем временем к норманнским берегам приближается новый франкский флот во главе с самим Ролло. |    |                                                     |                  |             |                 |      |
| Часть 2 |    |                                                     |                  |             |                 |      |
| 60 | 11 | «Откровение» «The Revelation»                       | Киаран Доннелли  | Майкл Хёрст | 28 ноября 2018  | 1,94 |
| Ивар входит в Каттегат и объявляет себя его новым королём. Ивар и Хвитсерк празднуют свою победу; Харальд оплакивает Астрид. Приходит Ролло, и Ивар сообщает ему, что Лагерта, Бьёрн и Уббе исчезли. Ролло догадывается, что они прячутся в той же хижине, в которой он искал убежище десятилетиями ранее. Ролло убеждает Лагерту и Бьёрна вернуться с ним во Франкию, называя себя настоящим отцом Бьёрна. Бьёрн отклоняет предложение Ролло, как и отцовство Ролло. Ивар находит хижину, но Лагерта и её сподвижники уже ушли, оставив безумную Маргрет. Они крадут лодку и идут в Англию. Тем временем в Исландии поселенцы голосуют за то, чтобы пожертвовать Флоки; Сын Эйвинда Хельги даёт решающий голос против. В Уэссексе король Альфред предлагает проводить церковные службы на английском языке вместо латинского. Джудит предполагает, что Альфред должен жениться и зачать наследника, чтобы закрепить своё положение. Лагерта прибывает в Уэссекс и вскоре попадает в плен к Этельреду. |    |                                                     |                  |             |                 |      |
| 61 | 12 | «Самое грязное убийство» «Murder Most Foul»         | Киаран Доннелли  | Майкл Хёрст | 5 декабря 2018  | 1,65 |
| По предложению Хемунда, Лагерте, Бьёрну и Уббе разрешено селиться в Восточной Англии в обмен на борьбу с другими викингами. Хемунду сообщают, что его епископство передано Катреду, потому что его считают мёртвым. В Каттегате Ивар проводит помолвку с Фрейдис. Когда его бессилие мешает ему заняться с ней сексом, Фрейдис пьёт кровь Ивара, утверждая, что это заставит её забеременеть, но затем она тайно занимается сексом с рабом Ивара. В колонии Фроди обвиняет сына Эйвинда Асбьёрна в смерти Торгрима, в то время как Флоки произносит Оду о своем страхе и что его видения произошли из-за безумия. В Уэссексе Альфред убеждает Уббе и Торви принять христианство. Тем временем Альфред игнорирует свою предполагаемую невесту Элсвит, которая завела роман с Бьёрном. У Ивара тревожный сон о Маргрет после чего ее убивают по его приказу. Шпионы Катреда застают Лагерту и Хемунда за любовными утехами. Катред угрожает сказать Альфреду, после чего Хемунд убивает Катреда. |    |                                                     |                  |             |                 |      |
| 62 | 13 | «Новый Бог» «A New God»                             | Киаран Доннелли  | Майкл Хёрст | 12 декабря 2018 | TBA  |
| Уббе и Торви соглашаются на требование Альфреда об их обращении в христианство, но это отталкивает Бьёрна. С Бьёрном сближается Магнус, который стремится отомстить Альфреду. Альфред и Этельред сталкиваются из-за того, что необходимо наказать Хемунда за убийство Катреда. Альфред решает оставить суд над Хемундом Богу, к ужасу своих дворян. Хедмунд распространяет историю о том, что Этельред может быть лидером заговора против Альфреда. Харальд уезжает из Каттегата в Йорк, чтобы подготовить набег на Уэссекс. Он манипулирует ярлом Олавсонном, чтобы тот поддержал его в его будущем плане вторжения в Каттегат. В Исландии Флоки удаётся объединить враждующие семьи под ожиданием ребёнка Хельги и Торунн, дочерью Кетиля. Однако вскоре после этого Торунн исчезает. В Каттегате Хвитсерк в ярости от убийства Маргрет. Ивар, питаемый обещаниями и лестью Фрейдис, объявляет себя богом и говорит Хвитсерку, что намерен совершить великую жертву. |    |                                                     |                  |             |                 |      |
| 63 | 14 | «Потерянный момент» «The Lost Moment»               | Стив Сент Леджер | Майкл Хёрст | 19 декабря 2018 | TBA  |
| Ивар приносит в жертву свою служанку, которую выдает за Лагерту, поскольку Хвитсерк по его мнению становится всё более конфликтным. Когда Ивар убивает мятежников, Хвитсерк советуется с Провидцем, который видит страшные видения будущего. В Исландии Флоки посещает призрак Торунн, которая раскрывает свое убийство братом Хельги, Асбьёрном. Флоки высылает Эйвинда и его семью из колонии. В Англии Уббе тренирует Альфреда для подготовки к отражению набега Харальда. Магнус предлагает Бьёрну, Уббе и Лагерте присоединиться к Харальду. Уббе и Лагерта не верят заявлению Магнуса о том, что он сын Рагнара. Когда армия Харальда приближается к Уэссексу, Харальда привлекает жена Олавсонна Гуннхильд. Заговорщики приказывают Этельреду убить Альфреда, но когда наступает момент, он оказывается неспособным совершить такой поступок. Ивар в конце концов посещает Провидца, прося его подтвердить его божественность. Когда Провидец не подчиняется, Ивар убивает его. |    |                                                     |                  |             |                 |      |
| 64 | 15 | «Ад» «Hell»                                         | Стив Сент Леджер | Майкл Хёрст | 26 декабря 2018 | TBA  |
| Ивар приказывает своим людям тайно кремировать тело Провидца, в то же время публично обещая найти и привлечь виновных к ответственности. В Англии Хемунда посещают видения ада, которые заставляет его отказаться от Лагерты, из-за чего она обвиняет Хемунда в том, что он никогда не любил её больше своего бога. Альфред берёт под арест лорда Синехарда за измену, а Джудит пытает его, чтобы вытащить из него информацию о заговорщиках. Армия Харальда прибывает в Уэссекс. Уббе отправляется к Харальду, предлагая ему уйти за большую сумму денег. Позже к Харальду присоединяется Магнус, невольно предупреждая его, что Уббе и Альфред устроили ловушку. Армия Харальда, отрезанная огнём, военной хитростью Уббе, атакует войско Альфреда. Англы и саксы берут верх, в сражении гибнет ярл Олавсон. Викинги отброшены назад, но Гуннхильд успевает сразить раненого Хемунда и ранит Бьёрна, прежде чем самой попасть в плен. В хаосе бесследно исчезает Лагерта. Альфред празднует свою победу, а Джудит сообщает ему, что лидером заговора является его брат. |    |                                                     |                  |             |                 |      |
| 65 | 16 | «Будда» «The Buddha»                                | Стив Сент Леджер | Майкл Хёрст | 2 января 2019   | TBA  |
| Альфред говорит Джудит, что он простил Этельреда. Джудит спорит с последним, который утверждает, что верность Альфреду помешала ему возглавить заговор. Ивар получает известие о поражении Харальда и планирует своё собственное вторжение в Уэссекс. Тем временем Альфред предоставляет викингам, сражавшимся за него, Восточную Англию. Бьёрн недоволен обращением Уббе и Торви в христианство. С Гуннхильд он отправляется на север, чтобы заключить сделку с Харальдом, после того, как Гуннхильд раскрывает план атаки Харальда на Каттегат. Хвитсерк встречает китайского торговца и начинает интересоваться буддизмом. Хельги возвращается с обморожением в посёлок к Флоки и новостью о том, что Эйвинд болен и раскаялся. Кетиль решает возглавить спасательную экспедицию. В Йорке Бьёрна приветствуют Харальд и Магнус, но когда Харальд понимает, что Бьёрн и Гуннхильд находятся в отношениях, впадает в скрытую ярость. Альфред тяжело заболевает и прикован к постели. Джудит, опасающаяся нового заговора со стороны Этельреда, отравляет его. |    |                                                     |                  |             |                 |      |
| 66 | 17 | «Самая ужасная вещь» «The Most Terrible Thing»      | Хелен Шейвер     | Майкл Хёрст | 9 января 2019   | TBA  |
| Этельреду устраивают достойные похороны, в то время как Альфред восстанавливает свои силы. Джудит признаётся Альфреду, что она отравила его брата. Альфред приходит в ярость, но Джудит уверяет его, что для того, чтобы остаться у власти, необходимо совершать ужасные поступки. Услышав, что большая армия данов приближается к Уэссексу, Уббе убеждает короля сделать его полководцем. В Йорке Харальд заключает с Бьёрном ту же сделку, что и с Иваром: когда Бьёрн умрёт, Каттегат перейдёт к Харальду. Харальд общается с Гуннхильдой один на один и признаётся в своих чувствах; Гуннхильда признаётся, что она выйдет замуж за Харальда, когда он станет конунгом Норвегии. В Каттегате Ивар начинает беспокоиться о Хвитсерке и заставляет его отправиться с дипломатической миссией к своему союзнику Олафу Толстому. В Исландии отправившиеся спасать Эйвинда и его семью поселенцы находят их в ужасном состоянии. Жаждущие мести Кетиль и Фроди, усыпив бдительность Флоки, внезапно нападают на обессилевших родичей Эйвинда, а затем казнят последнего вместе с сыном Хельги. Флоки просит сохранить жизнь последнему, но Кетиль с сыном обезглавливают и его, предъявив Флоки его голову. Когда группа возвращается домой, Флоки рассказывает о кровавой бане, и Од у него на глазах бросается с обрыва в бушующую реку Гуллфосс. |    |                                                     |                  |             |                 |      |
| 67 | 18 | «Бальдр» «Baldur»                                   | Хелен Шейвер     | Майкл Хёрст | 16 января 2019  | TBA  |
| Конунг Олаф спрашивает Хвитсерка о правлении Ивара; Хвитсерк объявляет своего брата тираном и просит Олафа помочь ему свергнуть Ивара. Вместо этого удивленный Олаф подвергает Хвитсерка пытке. Но Хвитсерк отказывается изменить своё мнение об Иваре, и впечатлённый Олаф решает его поддержать. В Каттегате Фрейдис рожает Ивару сына — Бальдра. Но ребёнок оказывается физически неполноценным, и Ивар оставляет его в лесу, не желая ему собственной участи. В Англии умирающая от опухоли Джудит обращается за помощью к лесной ведьме, в хижине которой внезапно находит обезумевшую Лагерту, которую забирает в королевский замок. На переговорах с лидерами данов - конунгами Хеммингом, Ангантиром и Фродо — Уббе предлагая им земли в Восточной Англии. Один из конунгов Фродо отказывается, и Уббе приходится принять его вызов на смертельный поединок. В Исландии разочарованный Флоки хоронит Од и покидает колонию, чтобы найти богов в пустыне. В конце концов, он находит горную пещеру, которую он считает Хелгриндом. |    |                                                     |                  |             |                 |      |
| 68 | 19 | «Что случилось в пещере» «What Happens in the Cave» | Дэвид Уэллингтон | Майкл Хёрст | 23 января 2019  | TBA  |
| В Англии мать короля Альфреда Джудит умирает от рака. Уббе выдерживает тяжёлый бой с конунгом Фродо и чудом одерживает верх, призвав на помощь отвергнутого им Одина и получив тяжёлые раны. Благодаря Уббе война предотвращена, и конунги Хемминг и Ангантир мирно поселяются в Уэссексе вместе со своими людьми. Тем временем приходящая в сознание Лагерта припоминает, что случилось с ней после боя. Она вспоминает, что ведьма подстригла её волосы, сказав, что после этого Лагерта станет новым человеком. В Каттегате Фрейдис рассказывает Ивару о её пропавшем сыне, вызвав этим гнев и побои. Армия Бьёрна и конунга Харальда в сильный шторм добираются до Норвегии. Разочарованный поведением Бьёрна, Харальд вступает с ним на берегу в смертельную схватку, которая предотвращается Гуннхильдой. Вскоре с ними воссоединяется Хвитсерк, двигающийся к Каттегату вместе с войском конунга Олафа. Ивар меняет свой план и решает остаться в Каттегате. Вошедший в пещеру Флоки забирается в недра горы и внезапно находит каменный крест, оставленный побывавшими здесь ранее христианами. Он истерически смеётся, вызвав этим обвал, похоронивший его под камнями. |    |                                                     |                  |             |                 |      |
| 69 | 20 | «Рагнарок» «Ragnarok»                               | Дэвид Уэллингтон | Майкл Хёрст | 30 января 2019  | TBA  |
| Объединенные армии атакуют стены Каттегата с двух сторон. Тем не менее, защита оказывается сильной, и осаждающие вынуждены отступить. Магнус гибнет от руки воеводы Ивара — Беловолосого. Бьёрн обращается к жителям с речью, заявляя, что Ивар — их враг. Ночью, когда Ивар празднует победу, оскорблённая им Фрейдис пробирается в лагерь нападавших, показывая скрытый проход в Каттегат. Начинается второй штурм, и большинство защитников не оказывают серьёзного сопротивления, оставив Ивара в меньшинстве. Харальд получает тяжелое ранение, спасая жизнь Бьёрна. Фрейдис раскрывает Ивару своё предательство, заплатив за это своей жизнью. Но когда Бьёрн и Хвитсерк входят в зал, Ивара уже там не оказывается. Вернувшаяся из Англии с Уббе и Торви Лагерта объявляет Бьёрна новым конунгом, вручив ему меч отца. Бьёрн же в своём видении встречает Провидца, который говорит ему, что война ещё не окончена. Переодевшийся бедняком Ивар тайно покидает Каттегат с оставшимися сторонниками. |    |                                                     |                  |             |                 |      |

Примечания
1. ↑  Первые два эпизода были показаны на канале History в виде двухчасовой премьеры под названием «Ушедшие», но были выпущены раздельно на стриминговых серверах и цифровых магазинах. Первая часть называлась «Король-рыбак», а вторая — «Ушедшие»[8][9].

## Производство

### Разработка
Разработкой и производством пятого сезона «Викингов» занялись компании TM Productions и Take 5 Productions под начальством Metro-Goldwyn-Mayer. Морган О'Салливан, Шейла Хокин, Шерри Марш, Алан Гасмер, Джеймс Флинн, Джон Уэбер и Майкл Хёрст указаны в качестве исполнительных продюсеров. Продюсерами этого сезона стали Кит Томпсон (1-4 эпизоды) и Лиз Гилл (5-10 эпизоды). Билл Годдард и Шеймас МакИнерни выступили сопродюсерами
.
В производственную команду этого сезона входят режиссёры кастинга Фрэнк и Нуала Мойселл, художник по костюмам Сьюзан О'Коннор Кейв, супервайзер визуальных эффектов Доминик Ремейн, дизайнер трюков Ричард Райан, композитор Тревор Моррис, художник-постановщик Марк Герати, монтажёры Аарон Маршалл для первого, третьего, пятого и десятого эпизодов, Тэд Сиборн для второго, четвёртого, шестого и восьмого эпизодов и Мишель Конрой для седьмого и девятого эпизодов, и операторы П. Дж. Диллон (1-2 эпизоды), Питер Робертсон (3, 4, 7-10 эпизоды) и Сюзи Лавель (5-6 эпизоды).

### Кастинг
Примерно в то же самое время, когда сериал продлили на пятый сезон, было объявлено, что ирландский актёр Джонатан Рис-Майерс присоединится к основному актёрскому составу в роли Хемунда, «воина-епископа». Создатель «Викингов» Майкл Хёрст объяснил: «Я изучил много материала об этих воинах-священниках. Они были предшественниками тамплиеров: они были абсолютно религиозными, но в то же время надевали доспехи и сражались. Но не дайте их священническому статусу обмануть вас. Они были сумасшедшими! Они полностью верили в христианство и послание, и всё же, на поле битвы, они были настоящими берсерками».
Бывшая звезда WWE Адам Коупленд получил повторяющуюся роль в пятом сезоне, Кетиля Плосконосого, жестокого и смелого воина. Флоки выбрал его, чтобы он присоединился к экспедиции, чтобы создать колонию на новой земле. Ирландский актёр Даррен Кэхилл получил роль Этельреда. Нигерийский актёр Стэнли Муци сказал местным СМИ, что он получил небольшую роль в пятом сезоне. Пятый сезон также включает в себя ирландского актёра, музыканта и реального полицейского детектива Кирана О'Райли, играющего Беловолосого». В апреле 2017 года было объявлено, что датский актёр Эрик Мадсен присоединится к актёрскому составу пятого сезона в роли короля Хемминга. В 2016 году он провёл несколько месяцев на съёмочной площадке сериала «Последнее королевство», изображая викинга.

### Музыка
Музыку к пятому сезону сочинил Тревор Моррис в сотрудничестве с Эйнаром Селвиком. Заставку титров вновь сопровождает песня «If I Had a Heart» Fever Ray.
Дополнительной музыкой являются композиции норвежской музыкальной группы «Wardruna», которая присутствует в эпизодах «План» и «Простая история». Музыкальные треки включают в себя «MannaR - Drivande», «Løyndomsriss» и «Heimta Thurs». В эпизоде «Родина» присутствует песня «Skidarima», которая была специально сочинена и исполнена Эйнаром Селвиком.

## Реакция критиков
Пятый сезон получил рейтинг 100% на сайте Rotten Tomatoes со средним рейтингом 8.12/10, на основе 9 отзывов. IGN оценил 10 эпизод, «Моменты видения», на 9 баллов из 10. «Entertainment Weekly» дал эпизоду оценку «A».

## Исторические неточности
В эпизоде «Простая история» показано, как Этельред отказывается от трона в пользу своего младшего брата Альфреда. В реальности после смерти Этельвульфа правили три старших брата Альфреда — на протяжении двух, пяти и шести лет соответственно — и все они умерли до того, как Альфред занял трон в 871 году. Эрик Кейн, описывая эпизод для «Forbes Magazine», назвал сюжетную линию «просто огромной непринуждённой ошибкой».